# Идиостиль
Идиостиль — это индивидуальный авторский стиль писателя или поэта; специфика речи художественных произведений; предмет изучения стилистики. Первые исследования идиостиля связаны с именами Ю. Н. Тынянова, Ю. Н. Караулова и В. В. Виноградова, которые в середине XX века занимались изучением языковой личности. В частности, В. В. Виноградов ввёл термин «языковая личность», а Ю. Н. Караулову принадлежит идея о её делении на уровни: вербально-семантический, когнитивный, мотивационный — и дальнейшем комплексном анализе идиостиля на основе анализа этих отдельных уровней. Сегодня это быстро развивающееся направление науки, исследования которого вызывают интерес не только у ученых-специалистов, но и у простых читателей.
Понятие идиостиля тесно связано с понятием концепта, поскольку, анализируя стиль писателя, автор обращает внимание[прояснить] на ключевые понятия, которые встречаются в его текстах.
Исследованиями в данной области занимаются многие ученые, в числе которых О. И. Десюкевич, И. И. Бабенко и другие.